# Hofmark Sondermoning
Die Hofmark Sondermoning war eine Hofmark mit Sitz auf Schloss Neuamerang bei Sondermoning, heute ein Gemeindeteil von Nußdorf im oberbayerischen Landkreis Traunstein.
Die Edlen von Amerang besaßen vom 14. Jahrhundert bis zum Tod des letzten Amerangers 1528 die Hofmark. Danach wechselte die Hofmark häufig die Besitzer.
Sie wurde von Graf Franz Guidobald von Törring zu Pertenstein im Jahr 1694 gekauft.